# 感謝 (映像作品)
『感謝』（かんしゃ）は、CHAGE&ASKA（現：CHAGE and ASKA）のドキュメンタリー・ビデオ。

## 概要
1995年のコンサートツアー『CONCERT TOUR '95〜'96 SUPER BEST 3 MISSION IMPOSSIBLE』を敢行するC&Aを追ったドキュメンタリー作品。
デビュー15周年を記念してファンクラブ会員にのみ予告も無く突然発送された。
特典として感謝のカードが封入されていた。

## 収録内容
1995年のコンサートツアー『CONCERT TOUR '95〜'96 SUPER BEST 3 MISSION IMPOSSIBLE』のリハーサル、オフショット映像などが収録されている。